# Brauner Magenwurm
Der Braune Magenwurm (Ostertagia ostertagi) ist ein Parasit, der vor allem Rinder, aber auch Schafe und Ziegen befallen kann. Er gehört zu den Fadenwürmern (Nematoden).
Robert von Ostertag entdeckte 1890 den in Europa am häufigsten vorkommenden Magenwurm, Ostertagia ostertagi.

## Verbreitung
In intensiver Rinderhaltung ist der Magen-Darm-Wurmbefall in allen Erdteilen weit verbreitet. Besonders betroffen sind die feuchten Weidegebiete der gemäßigten Klimazonen, wie zum Beispiel in Deutschland die Küsten-, Niederungs- und Alpengebiete. Beim Befall bestehen starke jahreszeitlich- und altersbedingte Unterschiede, im Durchschnitt sind 30–80 % aller Rinder betroffen.

## Merkmale
Der Wurm erreicht eine Länge von 6–12 mm, seine deutsche Bezeichnung erhielt er wegen seines bräunlichen fadenförmigen Aussehens. Von den Weibchen werden dünnschalige, ovale, 60–100 × 30–60 µm große Eier mit 16–32 Furchungskugeln produziert.

## Lebenszyklus
Die Wurmeier werden mit dem Kot in die Außenwelt ausgeschieden. Nach einer Mindestentwicklungsdauer von 5–7 Tagen, bei einer Temperatur von 5–12 °C schlüpfen aus den Wurmeiern die 0,5–1 mm langen Larven. Sie ernähren sich von den Kotbestandteilen des Wirtes. Die Larven häuten sich zweimal, wobei die zweite Hülle nicht abgeworfen wird. 
Die nun infektionsfähigen Larven leben von Restnährstoffen. So überdauern sie mehrere Monate bis zu einem Jahr und überwintern in großer Zahl auf den Weiden. Im April und Mai sterben jedoch die meisten Larven des Vorjahres ab. Trotz einer vergleichsweise schnellen Außenentwicklung bei einer Außentemperatur von ca. 25 °C, verbleiben die Infektionslarven häufig wochenlang im Kothaufen. Dadurch können sie Trockenperioden gut überstehen, bevor sie sich entweder aktiv durch Wanderung in einem Umkreis von 50 cm aus dem Kot bewegen oder passiv durch Verschmieren oder Verschwemmen des Kotes an die Weidepflanzen und somit in neue Wirte gelangen. 
Die Larven erreichen kurze Zeit nach der Aufnahme durch den Wirt die Fundusdrüsen des Labmagens und bilden dort kleine Schleimhauterhebungen mit typischer trichterförmiger Eindellung.
Im Sommer beträgt die Lebensdauer des Ostertagia ostertagi (Sommer-Ostertagiose) nur wenige Wochen, während die Larven ab Oktober eine Entwicklungspause bis zum Ende des Winters einlegen.

## Klinik, Diagnose
Die adulten Würmer und die auf der Schleimhaut lebenden Larven verursachen Schleimhautentzündungen.
Mögliche Erkrankungsanzeichen können somit deutliche Verdauungsstörungen, die sich durch verminderte Futteraufnahme, Durchfall und Entwicklungsstillstand bemerkbar machen, sowie Apathie, häufiges Liegen, schwankender Gang, hochgradige Gastroenteritis oder ein schwach gefüllter Pansen sein. Durch die anhaltenden Durchfälle kommt es zu einer Störung im Wasserhaushalt, welche das Tier zuerst durch vermehrte Wasseraufnahme auszugleichen versucht sich aber später zu einer ausgeprägten Exsikkose entwickelt.
Der Nachweis von Magen-Darm-Wurmeiern erfolgt durch das Flotationsverfahren. Eine weitere Möglichkeit bietet eine Kotuntersuchung nach dem McMASTER-Verfahren oder eine prozentuale Differenzierung der beteiligten Parasiten durch Larvenzüchtung. Bei einer Ostertagiose sind außerdem die Pepsinogenwerte im Blut erhöht.

## Vorbeugung, Bekämpfung
Um eine optimale Bekämpfung zu gewährleisten, sollten vor Behandlungsbeginn Grad und Verbreitung des Wurmbefalls innerhalb der Herde geklärt werden. Danach sollten Änderungen in der Haltung und/oder Fütterung (z. B. Umstellung auf Trockenfütterung) oder eine Unterteilung der Tiere in mehrere Behandlungsgruppen erfolgen. Ziel ist es, unreife und reife Wurmstadien aus dem Magen-Darm-Kanal abzutreiben, eine Reinfektion zu verhindern und die symptomatische Behandlung der erkrankten Tiere durchzuführen.
Die Behandlung erfolgt oral, per Rückenaufguss oder als Medizinalfutter bei allen Tieren einer Weidegruppe. Es sollte ein gut verträgliches Anthelmintikum (z. B. Ivermectin, Fenbendazol) in mittlerer Dosierung (bei schwer erkrankten Tieren) angewendet werden. Eine erneute Eingabe ist nach einer Erholungszeit von 1–3 Wochen notwendig.

## Taxonomie
Robert von Ostertag beschrieb die Art 1890 als Strongylus convolutus – ein Name, den Kuhn schon 1829 an einen anderen, heute als Torynurus convolutus bekannten, Wurm vergeben hatte, weshalb Charles Wardell Stiles (1867–1941) den Braunen Magenwurm 1892 in Strongylus ostertagi umbenannte. Brayton Howard Ransom (1879–1925) machte die Art dann 1907 zur Typusart der neuen Gattung Ostertagia.